# Tephritis ruralis

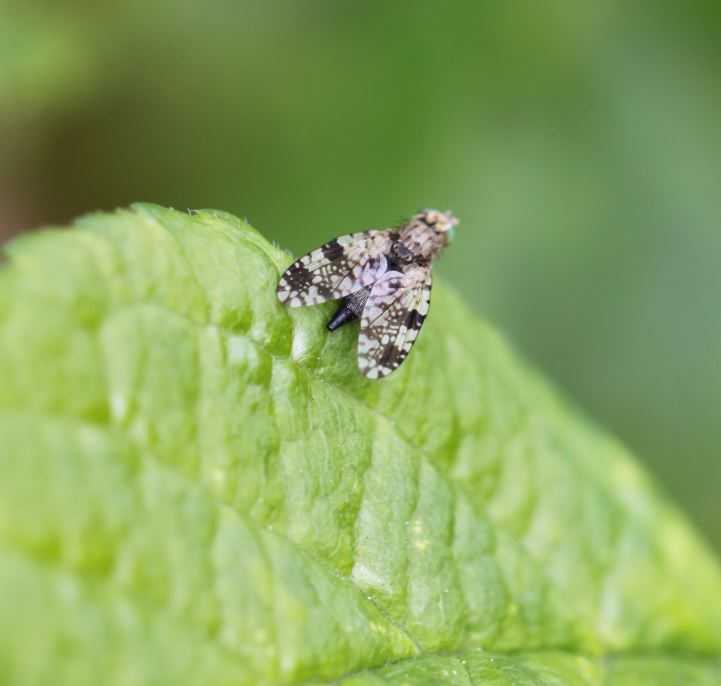
Tephritis ruralis auf einem Pflaumenbaumblatt

Tephritis ruralis ist eine Fliege aus der Familie der Bohrfliegen (Tephritidae).

## Merkmale
Die Bohrfliegen erreichen eine Körperlänge von 3,5 bis 4 Millimetern. Ihr tonnenförmiger Hinterleib ist dunkelbraun bis schwarz gefärbt. Mesonotum und Schildchen sind hellbraun-beige gefärbt und besitzen eine schwarz-weiße Musterung. Die Frons ist hellbraun-orange gefärbt. Die Facettenaugen schimmern grünlich. Die Flügel weisen ein artspezifisches Muster aus schwarz-weißen Flecken auf. Dabei verlaufen zwei markante breite dunkle Binden quer über die Flügel.
Die Larven sind weiß.

## Verbreitung
Tephritis ruralis ist in Europa weit verbreitet. Ihr Vorkommen reicht im Norden bis nach Skandinavien und nach Großbritannien. Im Süden reicht das Vorkommen bis nach Nordafrika.

## Lebensweise
Den typischen Lebensraum der Bohrfliegenart bilden Trockenrasenareale. Die Imagines fliegen von Mai bis September. Die Larven von Tephritis ruralis sind monophag. Ihre Wirts- und Nahrungspflanzen sind Geöhrtes Habichtskraut (Hieracium lactucella) und Kleines Habichtskraut (Hieracium pilosella). Sie entwickeln sich in einer Galle im Blütenkopf ihrer Wirtspflanze. Es leben gewöhnlich bis zu vier Larven in einem einzigen Blütenkopf. Die Larven ernähren sich hauptsächlich von den Samen ihrer Wirtspflanze. Sie verpuppen sich schließlich in einem Kokon im Blütenkopf.

## Taxonomie
In der Literatur finden sich folgende Synonyme:
- Trypeta ruralis Loew, 1844